# Sermón de las Siete Palabras

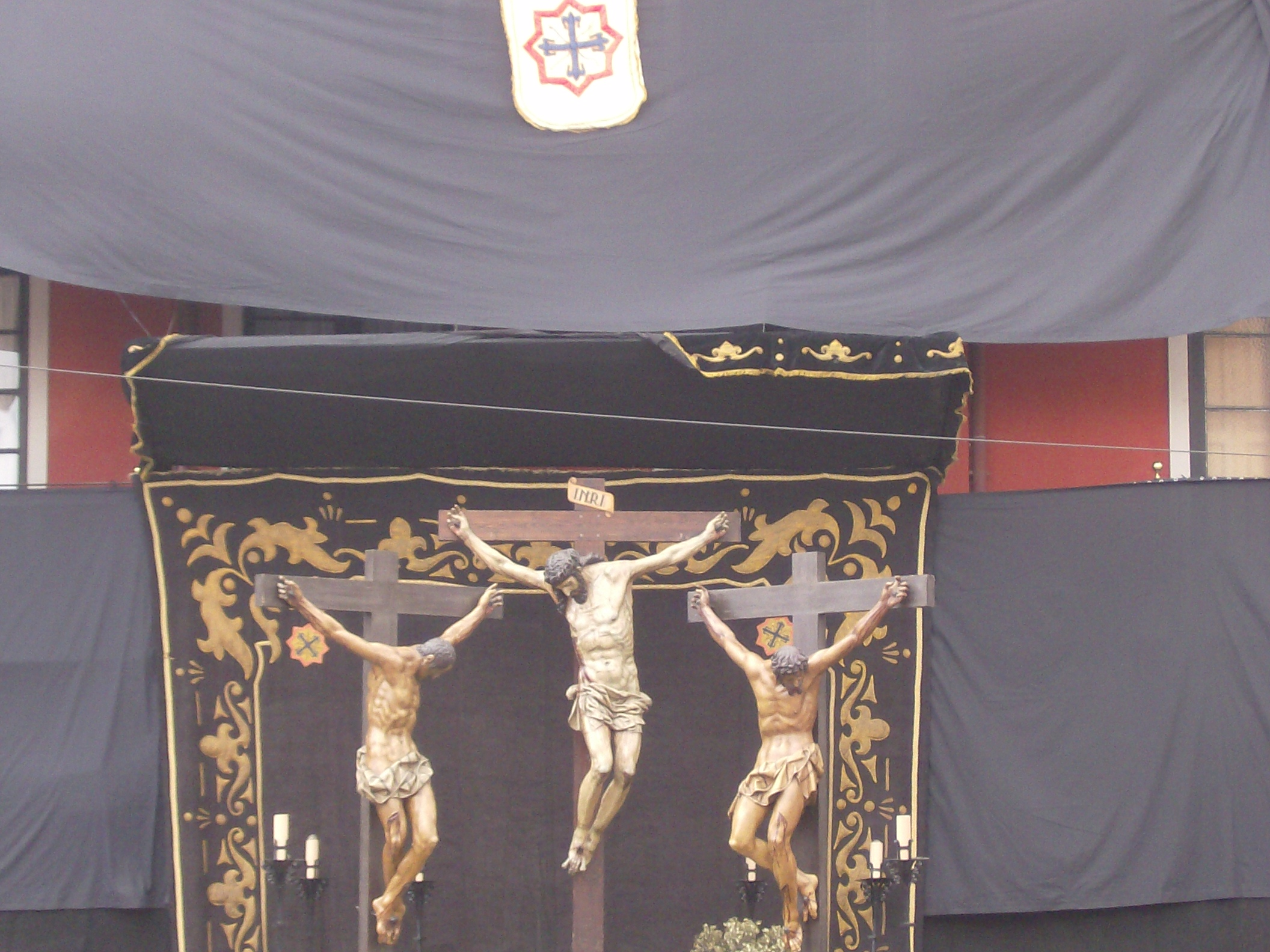
Detalle del montaje del Sermón, con el paso En tus manos encomiendo mi espíritu

El Sermón de las Siete Palabras es uno de los actos más singulares y destacados de la Semana Santa de Valladolid, organizado por la Cofradía de las Siete Palabras. Cada Viernes Santo a mediodía, la Plaza Mayor, engalanada con telones negros, se transforma en un escenario del siglo XVI en el que un religioso, desde un púlpito, reflexiona sobre las siete palabras que Cristo pronunció en la Cruz, delante de los respectivos pasos que las ilustran. Este Sermón viene precedido de un pregón a caballo que es proclamado a lo largo de toda la mañana en distintos puntos de la ciudad.
En 2017 se produjo una innovación importante, cuando Nuria Calduch Banages, Hermana Misionera de la Sagrada Familia y miembro de la Comisión Pontificia Bíblica, se convirtió en la primera mujer en predicar el Sermón. Si bien la Iglesia Católica permite que las mujeres prediquen la palabra, hasta aquel año ninguna había ocupado el atril.
Por su singularidad, el acto es mencionado expresamente en la proposición que la Comisión de Cultura del Congreso de los Diputados aprobó en octubre de 2015 para instar al Gobierno a elevar a la UNESCO la declaración de la Semana Santa de Valladolid como patrimonio cultural inmaterial de la Humanidad.

## Historia
En 1932, a petición del Arzobispo Remigio Gandásegui, la Cofradía de las Siete Palabras organizó un Ejercicio o Sermón de las Siete Palabras en la Catedral con la asistencia de las primeras autoridades religiosas, civiles y militares, así como representantes de todas las cofradías. El primer predicador fue el Canónigo Magistral de Zaragoza.
En el Viernes Santo de 1943 (23 de abril), siguiendo la costumbre de los siglos XVI y XVII de predicar sermones en el escenario de la plaza Mayor, pasa a realizarse allí el Sermón de las Siete Palabras, en la acera en donde se encontró ubicado el Convento de San Francisco, ante el paso Jesús entre los ladrones (hoy denominado En tus manos encomiendo mi espíritu), con el Cristo de las Mercedes de Pompeo Leoni, titular de la cofradía. Predicó este sermón Eduardo Sánchez, canónigo magistral de Valladolid.
El siguiente Viernes Santo (7 de abril de 1944) fue el primero en el que un grupo de hermanos a caballo, con un pregonero, recorrió diversas calles de la ciudad invitando a oír el Sermón. Aquel año Justo García Sanz, por aquel entonces presidente de la Cofradía, fue quien proclamó un pregón-poema escrito por el periodista Félix Antonio González.

## Pregón de las Siete Palabras

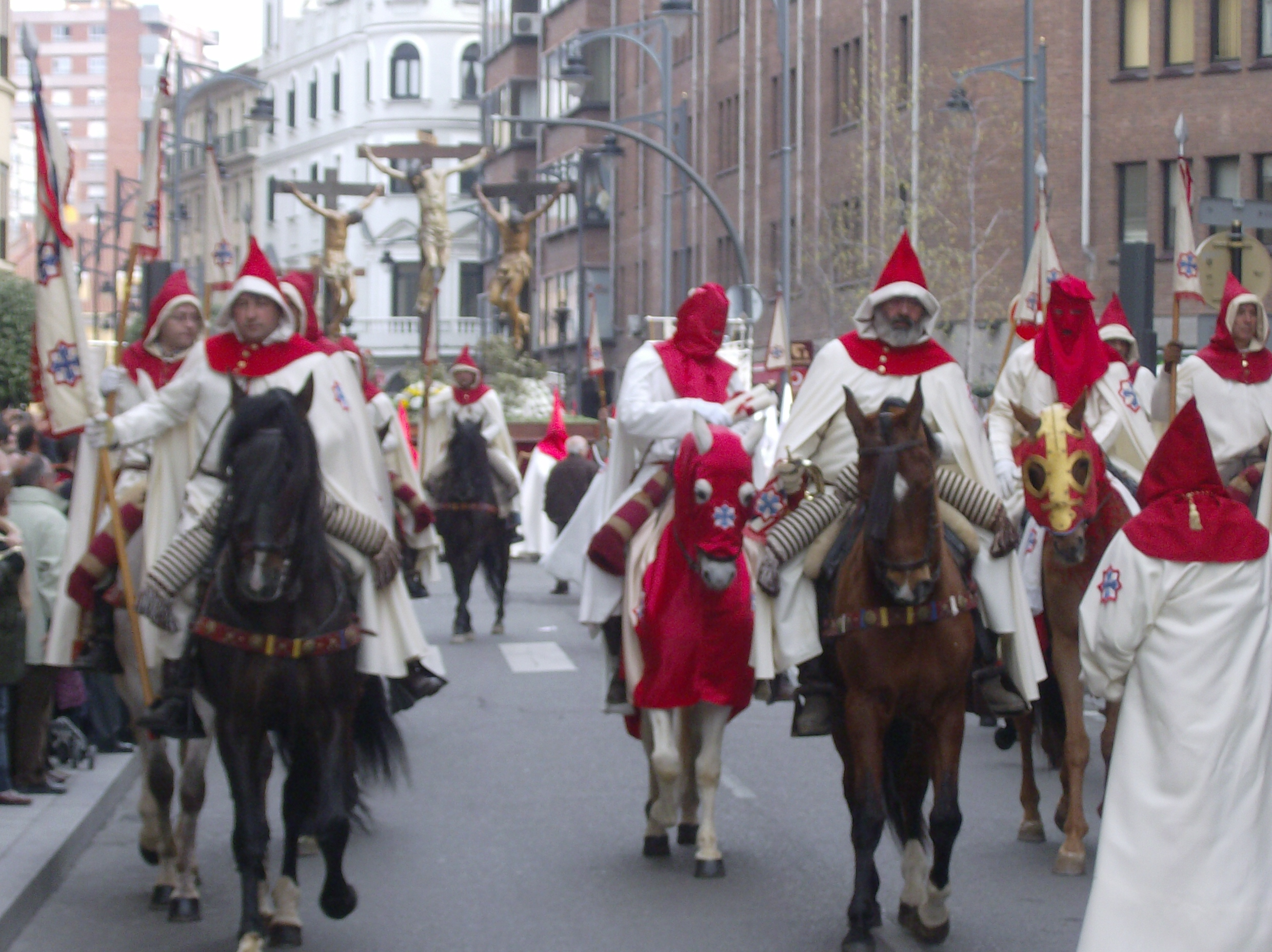
Caballos durante el pregón.

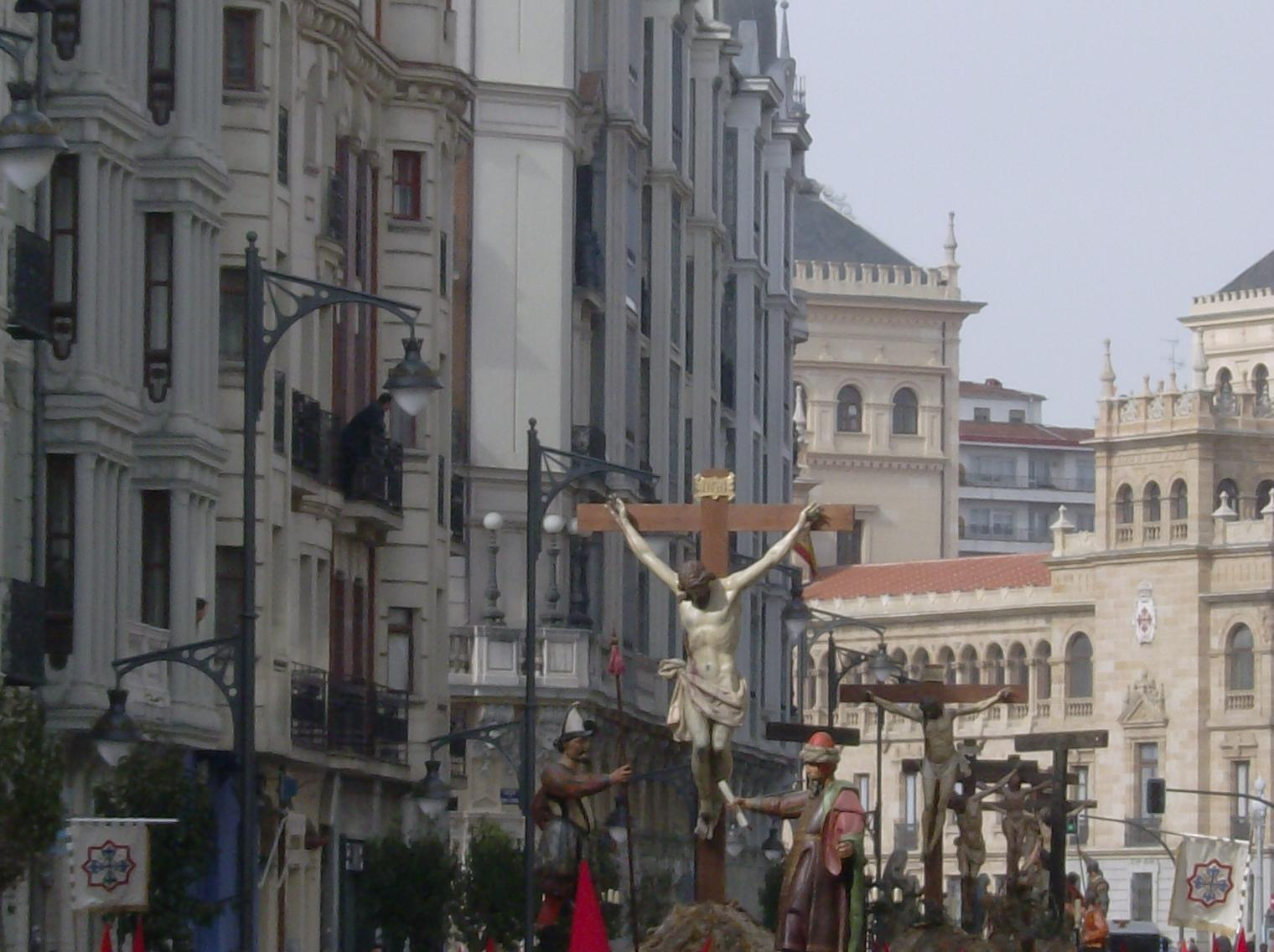
Los siete pasos se dirigen a la Plaza Mayor para su colocación.

A las ocho y media de la mañana, el pregonero recibe de manos del arzobispo, en cuyo nombre se desarrolla el acto, el pergamino con el texto del Pregón, con la siguiente fórmula:

«Con vuestra licencia Señor, vamos a recorrer las calles de la ciudad pregonando la Divina Palabra»

Tras recibir el pergamino, el pregonero, montado a caballo, realiza una primera lectura del pregón en el Palacio Arzobispal. A continuación, durante el resto de la mañana vuelve a pronunciarlo en distintas calles, plazas e iglesias de la ciudad, acompañado por unos sesenta o setenta cofrades también a caballo, ataviados con hábitos diseñados para la ocasión.
El pregonero se dirige a: 

«cuantos hombres y mujeres de la Archidiócesis de Valladolid y a los que se encuentren en camino, que esta carta vieren y oyeren»

para anunciarles que: 

«a mediodía de hoy, Viernes de la Cruz, ante todas las autoridades locales, cofradías penitenciales y pueblo fiel congregado en la Plaza Mayor, se expondrán las Siete Palabras que Cristo Nuestro Señor dijo desde la Cruz»

El texto del poema-pregón es elegido por la Cofradía entre los que cada año son presentados por diversos autores para la ocasión. En 2018 fue la primera vez que un autor hispanoamericano obtuvo la distinción, el argentino Boris Rozas.
El cortejo goza de una gran admiración popular, ya que el sonido de los cascos de los caballos, las vestimentas de los cofrades y el fervor del pregonero durante su lectura crean el ambiente de expectación adecuado y sirven de gran antesala para la concentración de fieles en la Plaza Mayor.
La penúltima lectura se realiza en el Atrio de Santiago, de cuya iglesia saldrá la cofradía en pleno y portando a hombros el Cristo de las Mercedes, perteneciente a la séptima palabra. La cofradía entra en la Plaza Mayor por la calle Santiago, efectúa una vuelta completa a la misma y coloca en el lugar correspondiente el Cristo de las Mercedes. Acto seguido, se realiza la última lectura del pregón, justo a continuación de las campanadas de mediodía. El pregonero concluye su labor entregando de nuevo el pergamino al Arzobispo, dando así paso al comienzo de la proclamación del Sermón.

## Disposición de la Plaza Mayor
La plaza Mayor se convierte en un gran escenario, cuya impresión general es de luto, y que rememora los autos de fe que se celebraban en la antigua plaza del Mercado en el siglo XVI. El montaje del Sermón se coloca en la acera opuesta a la del Ayuntamiento, llamada de San Francisco, por haberse encontrado ubicado allí el convento del mismo nombre. Hasta 1989 se realizaba sólo con el último paso, el de Cristo entre los ladrones. Desde entonces, se lleva a cabo con los siete pasos y la siguiente distribución del espacio:
- Los siete pasos se disponen a lo largo de la acera de San Francisco, cuyos edificios se cubren con telones negros de los que cuelga el escudo de la cofradía. A la séptima palabra le corresponde el lugar central, que tiene un enorme dosel. Las figuras de los dos ladrones están ya colocadas, mientras que la de Cristo (el Cristo de las Mercedes), entrará portado a hombros con la Cofradía y será colocado en el espacio reservado al mismo. A la izquierda de la séptima palabra se sitúan, consecutivamente, las palabras tercera, segunda y primera. A su derecha, las palabras cuarta, quinta y sexta.

- Tribuna del predicador. Un elevado púlpito engalanado con telones negros y el escudo de la cofradía, se coloca, mirando de frente, a la derecha de la séptima palabra, un poco más adelantado. El protocolo le marca al predicador hábito coral, el correspondiente a su cargo: sacerdote, canónigo, obispo u arzobispo o cardenal.

- Tribuna de enseñas. Mirando de frente, se sitúa a la derecha del paso de la primera palabra. Las cofradías, según hacen entrada en la Plaza Mayor, dejan ahí sus pendonetas, guiones y estandartes, como símbolo de que están presentes en el acto.

- Autoridades. Se sitúan justo enfrente de la séptima palabra, en diversas filas. Este espacio es ocupado por las autoridades eclesiásticas, civiles y militares locales. Es tradicional la presencia de algún miembro del Gobierno de España, autoridades de otras comunidades autónomas y de varios embajadores acreditados en España. Destaca la silla y reclinatorio del Cardenal-Arzobispo, detrás de la cual se sitúan las de los canónigos. En general, los cargos eclesiásticos asisten al acto ataviados con hábito coral.

- Cofradías penitenciales. Se sitúan a lo largo de todo el espacio, en la primera mitad de la Plaza Mayor. Su llegada se produce a lo largo de la media hora anterior a la entrada de la Cofradía, desfilando desde sus sedes y entrando por las diversas calles que desembocan en la Plaza.

- Pueblo fiel. Ocupan las sillas correspondientes a la mitad más al fondo, mediante el pago de un donativo de 5 o de 10 euros, dependiendo de la zona. También pueden presenciarlo de pie, sin donativo, en las zonas laterales de la plaza y calles adyacentes.

## Proclamación del Sermón
El Sermón es proclamado cada año por un predicador de prestigio, escogido por la Cofradía, que va desgranando las últimas palabras pronunciadas por Cristo en la cruz e invitando a la reflexión sobre las mismas. Cada palabra se ilustra con el paso que la representa. La cruz alzada y los ciriales de la cofradía se irán desplazando delante de cada una de ellas, según va avanzando el Sermón. La séptima, tradicionalmente es escoltada durante todo el acto por miembros de las Fuerzas Armadas.

## El Sermón de las Siete Palabras y la lluvia
El Sermón de las Siete Palabras requiere de un montaje complejo. La colocación de los telones negros y de las sillas y tribunas, se realiza en la madrugada, cuando la Plaza queda libre de las procesiones nocturnas, lo que requiere de unas condiciones climáticas favorables. Si a esto le añadimos la gran cantidad de asistentes y el montaje de los siete pasos de la Cofradía, algunos propiedad del Museo Nacional de Escultura, se comprende que, en caso de pronóstico de lluvia, haya que optar por un plan alternativo.
En la lluviosa mañana de Viernes Santo de 2009, el Sermón tuvo que ser trasladado en el último momento a la Iglesia Santiago, a la que, por razones de espacio, sólo pudieron asistir un reducido número de personas. Desde entonces, la Cofradía viene planteando en los últimos años la realización del Sermón en la Catedral en el caso de que haya pronóstico de lluvia, rememorando los primeros años de recuperación de esta tradición. El traslado del acto a la Catedral se comunica a las autoridades, cofradías y fieles en la tarde del Jueves Santo si las predicciones meteorológicas son desfavorables. De esta forma, la lluvia, que hizo acto de presencia en 2011, 2012 y 2013, no impidió la celebración de este acto con las mismas solemnidades, en el interior del templo.

## Predicadores
La Cofradía elige al predicador anualmente, anunciándolo en el mes de enero. Es tradición que los sucesivos arzobispos de Valladolid y los consiliarios de la Cofradía lo den el año siguiente de llegar al cargo. Esta distinción se concede por una sola ocasión, con la sola excepción de Marcelo González Martín, que en su condición de Cardenal Primado de España tuvo el privilegio de predicar el Sermón en dos ocasiones. En junio de 2016 Luis Javier Argüello García fue nombrado obispo auxiliar de la ciudad, por lo que le correspondía pronunciar el Sermón del año siguiente, si bien ya lo había pronunciado en 2005 cuando fue Rector del Seminario. Por eso, en su caso, se sustituyó este cometido por el de Pregonero de la Semana Santa.